# Moritzoppia nitens
Moritzoppia nitens är en kvalsterart som först beskrevs av Gordeeva och Grishina 1991.  Moritzoppia nitens ingår i släktet Moritzoppia och familjen Oppiidae. Inga underarter finns listade i Catalogue of Life.